# Protobothrops mucrosquamatus
Protobothrops mucrosquamatus е вид змия от семейство Отровници (Viperidae). Видът не е застрашен от изчезване.

## Разпространение и местообитание
Разпространен е в Бангладеш, Виетнам, Индия, Китай (Анхуей, Вътрешна Монголия, Гансу, Гуандун, Гуанси, Гуейджоу, Джъдзян, Дзянси, Нинся, Съчуан, Фудзиен, Хайнан, Хубей, Хунан, Хънан, Шанси, Шънси и Юннан), Лаос, Мианмар, Провинции в КНР, Тайван и Хонконг.
Обитава гористи местности, ливади и храсталаци.